# Østeuropæisk Børnehjælp
Østeuropæisk Børnehjælp, (EECA – East European Children Aid) er en humanitær NGO-organisation, der formidler hjælp til fattige familier i Rumænien og Letland. Ideen til at yde nødhjælp til Østeuropa opstod som en reaktion på de ringe vilkår institutionsbørn i Rumænien var udsat for i begyndelse af 90'erne.

## Organisering
Organisationen er etableret som en forening man kan tilslutte sig via medlemskab. Østeuropæisk Børnehjælp ledes af en bestyrelse, der afholder 4 – 6 bestyrelsesmøder om året. Derudover afholdes en årlig generalforsamling. 

## Medlemskab og opgaver
Organisationen har omkring 100 medlemmer, fortrinsvis i Syd- og Sønderjylland, hvoraf ca. 25 yder frivillig praktisk arbejde i form af indsamling af effekter, der kan genbruges i landene. De frivillige arbejder tillige med sortering, rengøring og småreparation og når der er tilstrækkeligt til en transport, sendes en container af sted. Der afsendes op til 8 – 10 containere om året.

## Opfølgning
Der sker en løbende evaluering, ligesom der foretages følgerejser for, dels at følge op uddelingen af det tilsendte materiale, og dels skabe nye kontakter og vurdere det fortsatte behov. Efter hver transport udfærdiges rejserapport, der er offentlig tilgængelig på foreningens hjemmeside.

## Økonomi
Efter at landene er blevet medlem af EU ydes der ikke længere transporttilskud fra udenrigsministeriet. Foreningen forsøger at dække transportudgifter ved hjælp af tips- og lottomidler og frivillige bidrag.

## Hjemmeside
- eeca.dk Arkiveret 29. december 2008 hos  Wayback Machine